# Giovanni Trapattoni
Giovanni Trapattoni (Cusano Milanino, Lombardía, 17 de marzo de 1939) es un exfutbolista y exentrenador italiano, considerado el técnico más exitoso en la historia de la Serie A. Como jugador, se desempeñaba como volante defensivo y pasó casi toda su carrera en el A. C. Milan, donde ganó dos títulos de liga y dos Copas de Europa en 1963 y 1969. A nivel internacional, jugó para Italia, acumuló 17 partidos y participó
en la Copa Mundial de la FIFA de 1962 en Chile.
Es considerado como uno de los teóricos y estrategas más prominentes del fútbol europeo del siglo XX, además de uno de los cinco entrenadores, junto a Carlo Ancelotti, Ernst Happel, José Mourinho y Tomislav Ivić que han ganado títulos de liga en cuatro países europeos diferentes; en total, Trapattoni ha ganado 10 títulos de liga en Italia, Alemania, Portugal y Austria. Junto a Udo Lattek, es el único entrenador que ha ganado las tres principales competiciones de clubes europeos (Copa de Europa, Copa de la UEFA, Recopa de Europa) y el único con el mismo club (Juventus). Además, es el único que ha ganado todas las competiciones oficiales continentales de clubes y el título mundial, la Copa Intercontinental, logrando esto con la Juventus durante su primer período con el club. Es uno de los pocos que han ganado la Copa de Europa, la Recopa y la Copa Intercontinental como jugador y como entrenador.
Considerado como el discípulo más famoso y consistente de Nereo Rocco, Trapattoni entrenó a su Italia natal para la Copa Mundial de la FIFA 2002 y la Eurocopa 2004 sin éxito y sufriendo una controvertida salida temprana en ambas competiciones. Trapattoni fue recientemente entrenador de la selección nacional de la República de Irlanda, a quien llevó a su primer campeonato europeo en 24 años, disfrutando de una exitosa campaña de clasificación para la Eurocopa 2012.

## Biografía

### Como jugador
Debutó como jugador con el Milan a los 18 años, en un partido de copa. Su debut en Serie A se produjo el 24 de enero de 1960, desempeñándose con mucho éxito como defensa central.
En las filas del Milan, donde disputaría 307 partidos durante 14 temporadas, se proclamó campeón de Europa en 1963 y 1969, campeón del Scudetto en otras dos (1962 y 1968), además de ser Campeón de la Copa Intercontinental, Campeón de la Recopa de Europa en 1968 y campeón de la Copa Italia en 1967, alternando con futbolistas como Gianni Rivera y Cesare Maldini. Se retiró como futbolista tras defender al Varese.
Su debut con la selección italiana se produjo el 10 de diciembre de 1960, en un Italia-Austria (1-2) en Nápoles. Marcó su único gol en la Squadra azzurra, en 17 encuentros disputados, en Viena ante Austria en 1963. Jugó su último partido como internacional el 5 de diciembre de 1964 en Bolonia, en un Italia-Dinamarca (3-1).
Se retiró de la práctica profesional como futbolista, con 33 años (1972), en las filas del AS Varese, club al que había llegado dos años antes.

### Como entrenador
Como entrenador, función que desempeñó desde 1973, se caracterizó por su estilo táctico, conservador del catenaccio, basado en "un ataque implacable apoyado en una defensa de hierro", como lo había declarado en varias entrevistas, cosechando títulos en casi todos los clubes que dirigió (al punto de ser considerado leyenda viviente del Calcio).
Juventus e Inter
Destacó nítidamente su paso por la Juventus de Turín, club donde permaneció durante una década y que conformaría desde 1976 la base de la selección campeona mundial con Italia en 1982 y conquistaría todos los títulos posibles a nivel de clubes entre la segunda mitad de la década de los 70 y la primera mitad de los 80. Posteriormente, en 1986, pasó al Inter de Milán, donde también ganaría varios títulos; y 5 años después regresó a la Juventus de Turín.
Bayern
También dirigió al Bayern de Múnich en dos etapas, siendo en la segunda de ellas donde obtuvo éxitos.
Cagliari y Fiorentina
Regresó a Italia para hacerse cargo del Cagliari Calcio (al que dejó 13.º tras 21 jornadas de la temporada 1995-96) y a la Fiorentina, a la que clasificó para la Liga de Campeones en la primera de sus dos temporadas.
Selección italiana
Tuvo un paso polémico por la selección de su país entre el año 2000 y el 2004, donde el buen juego no acabó de cuajar, y el conjunto azzurro fue eliminado de forma prematura y controvertida en el Mundial 2002 y la Eurocopa 2004.
Benfica y Stuttgart
En la temporada 2004-05 se hizo cargo del SL Benfica, y en la 2005-2006 trabajó como técnico del VfB Stuttgart de la Bundesliga alemana.
Red Bull Salzburgo
En verano de 2006, se comprometió con el Red Bull Salzburgo como nuevo director deportivo,  cargo que desempeñó durante dos años.
Selección irlandesa
En febrero de 2008, anunció que se haría cargo de la selección de Irlanda en mayo del mismo año, para preparar la clasificación al Mundial 2010 de Sudáfrica. Sin embargo, se quedó fuera del torneo a manos de Francia en la repesca tras caer 1-0 en Dublín y empatar en la prórroga en Saint-Denis con un gol de William Gallas tras una mano de Thierry Henry. Pero sí que logró la clasificación a la Eurocopa de Polonia y Ucrania 2012 tras vencer en la repesca a Estonia ganando 4-0 de visitante y empatando 1-1 de local. En dicho torneo fue eliminado en la primera fase al perder los tres partidos. El 11 de septiembre de 2013, dejó el cargo de seleccionador de Irlanda, tras no poder llevar a la selección al Mundial de Brasil.

## Clubes

### Como jugador
| Club      | País   | Año       | Partidos | Goles | Promedio |
| --------- | ------ | --------- | -------- | ----- | -------- |
| AC Milan  | Italia | 1957-1970 | 307      | 4     | 0,01     |
| AS Varese | Italia | 1970-1972 | 13       | 0     | 0,00     |
| Total     | Total  | Total     | 320      | 4     | 0,01     |

### Como entrenador
| Club          | País     | Año       | Partidos | Ganados | Empatados | Perdidos | Goles a favor | Goles en contra | Diferencia de gol | Efectividad |
| ------------- | -------- | --------- | -------- | ------- | --------- | -------- | ------------- | --------------- | ----------------- | ----------- |
| Milan         | Italia   | 1974      | 11       | 4       | 5         | 2        | 6             | 4               | +2                | 51 %        |
| Milan         | Italia   | 1975-1976 | 32       | 16      | 8         | 8        | 44            | 30              | +14               | 58 %        |
| Juventus      | Italia   | 1976-1986 | 450      | 244     | 136       | 70       | 720           | 334             | +386              | 64 %        |
| Inter         | Italia   | 1986-1991 | 233      | 126     | 61        | 46       | 342           | 169             | +173              | 62 %        |
| Juventus      | Italia   | 1991-1994 | 142      | 74      | 44        | 24       | 236           | 124             | +112              | 62 %        |
| Bayern Múnich | Alemania | 1994-1995 | 46       | 17      | 18        | 11       | 68            | 59              | +9                | 50 %        |
| Cagliari      | Italia   | 1995-1996 | 37       | 13      | 8         | 16       | 41            | 54              | -13               | 42 %        |
| Bayern Múnich | Alemania | 1996-1998 | 90       | 55      | 22        | 13       | 192           | 89              | +103              | 69 %        |
| Fiorentina    | Italia   | 1998-2000 | 99       | 44      | 31        | 24       | 149           | 109             | +40               | 54 %        |
| Selección     | Italia   | 2000-2004 | 44       | 25      | 12        | 7        | 68            | 30              | +38               | 66 %        |
| Benfica       | Portugal | 2004-2005 | 51       | 29      | 10        | 12       | 82            | 50              | +32               | 63 %        |
| Stuttgart     | Alemania | 2005-2006 | 31       | 12      | 12        | 7        | 41            | 34              | +7                | 51 %        |
| Salzburgo     | Austria  | 2006-2008 | 87       | 48      | 19        | 20       | 158           | 85              | +73               | 62 %        |
| Selección     | Irlanda  | 2008-2013 | 64       | 26      | 22        | 16       | 86            | 64              | +22               | 52 %        |
| Total         | Total    | Total     | 1417     | 733     | 408       | 276      | 2.233         | 1.235           | +998              | 61 %        |

## Palmarés

### Como jugador

#### Campeonatos nacionales
| Título      | Club        | País   | Año     |
| ----------- | ----------- | ------ | ------- |
| Serie A     | A. C. Milan | Italia | 1961-62 |
| Copa Italia | A. C. Milan | Italia | 1966-67 |
| Serie A     | A. C. Milan | Italia | 1967-68 |

#### Campeonatos internacionales
| Título                | Club        | Sede         | Año     |
| --------------------- | ----------- | ------------ | ------- |
| Copa de Europa        | A. C. Milan | Londres      | 1962-63 |
| Recopa de Europa      | A. C. Milan | Róterdam     | 1967-68 |
| Copa de Europa        | A. C. Milan | Madrid       | 1968-69 |
| Copa Intercontinental | A. C. Milan | Buenos Aires | 1969    |

### Como entrenador
Uno de los entrenadores más exitosos de la historia del fútbol, Giovanni Trapattoni es, junto con el austríaco Ernst Happel, el yugoslavo Tomislav Ivić, el belga Eric Gerets, el uruguayo Jorge Fossati, el italiano Carlo Ancelotti y el portugués José Mourinho y el argentino Gustavo Quinteros, los únicos entrenadores en el mundo que ha conquistado campeonatos nacionales de liga (10) en al menos cuatro países distintos (Italia, Alemania, Portugal y Austria) y, actualmente, el sexto entrenador en el mundo —cuarto en Europa— con el mayor número de títulos internacionales conquistados a nivel de clubes (7 títulos sobre 8 finales, la mayor parte de ellas durante su ciclo en la Juventus FC). Junto con el alemán Udo Lattek es el único entrenador en haber conquistado las tres principales competiciones europeas. Trapattoni es, además, el único entrenador que ha conquistado todas las competiciones internacionales de clubes (hito logrado con la vecchia signora) y el segundo que mayor número de títulos ha conseguido en la Copa de la UEFA (3). Asimismo, es el único entrenador —junto a Alex Ferguson, Carlo Ancelotti, José Mourinho y Pep Guardiola— en haber conquistado títulos europeos de clubes en tres décadas diferentes.

#### Campeonatos nacionales
| Título              | Club              | País     | Año     |
| ------------------- | ----------------- | -------- | ------- |
| Serie A             | Juventus de Turín | Italia   | 1976-77 |
| Serie A             | Juventus de Turín | Italia   | 1977-78 |
| Copa Italia         | Juventus de Turín | Italia   | 1978-79 |
| Serie A             | Juventus de Turín | Italia   | 1980-81 |
| Serie A             | Juventus de Turín | Italia   | 1981-82 |
| Copa Italia         | Juventus de Turín | Italia   | 1982-83 |
| Serie A             | Juventus de Turín | Italia   | 1983-84 |
| Serie A             | Juventus de Turín | Italia   | 1985-86 |
| Serie A             | Inter de Milán    | Italia   | 1988-89 |
| Supercopa de Italia | Inter de Milán    | Italia   | 1989    |
| Bundesliga          | Bayern de Múnich  | Alemania | 1996-97 |
| Copa de la Liga     | Bayern de Múnich  | Alemania | 1997    |
| Copa de Alemania    | Bayern de Múnich  | Alemania | 1997-98 |
| Primera División    | SL Benfica        | Portugal | 2004-05 |
| Bundesliga          | Salzburgo         | Austria  | 2006-07 |

#### Campeonatos internacionales
| Título                | Club *               | Sede     | Año     |
| --------------------- | -------------------- | -------- | ------- |
| Copa de la UEFA       | Juventus de Turín    | Bilbao   | 1976-77 |
| Recopa de Europa      | Juventus de Turín    | Basilea  | 1983-84 |
| Supercopa de Europa   | Juventus de Turín    | Turín    | 1984    |
| Copa de Europa        | Juventus de Turín    | Bruselas | 1984-85 |
| Copa Intercontinental | Juventus de Turín    | Tokio    | 1985    |
| Copa de la UEFA       | Inter de Milán       | Roma     | 1990-91 |
| Copa de la UEFA       | Juventus de Turín    | Turín    | 1992-93 |
| Copa de Naciones      | Selección de Irlanda | Dublín   | 2011    |

(*) Incluye la selección.

#### Clasificaciones de los mejores entrenadores de todos los tiempos
| Premio          | Posición | Top 10 | Año  | Referencias   |
| --------------- | -------- | ------ | ---- | ------------- |
| ESPN            | 12.º     | No     | 2013 | [ 33 ] [ 34 ] |
| France Football | 12.º     | No     | 2019 | [ 35 ] [ 36 ] |
| World Soccer    | 19.º     | No     | 2013 | [ 37 ] [ 38 ] |